# Artyleria piechoty

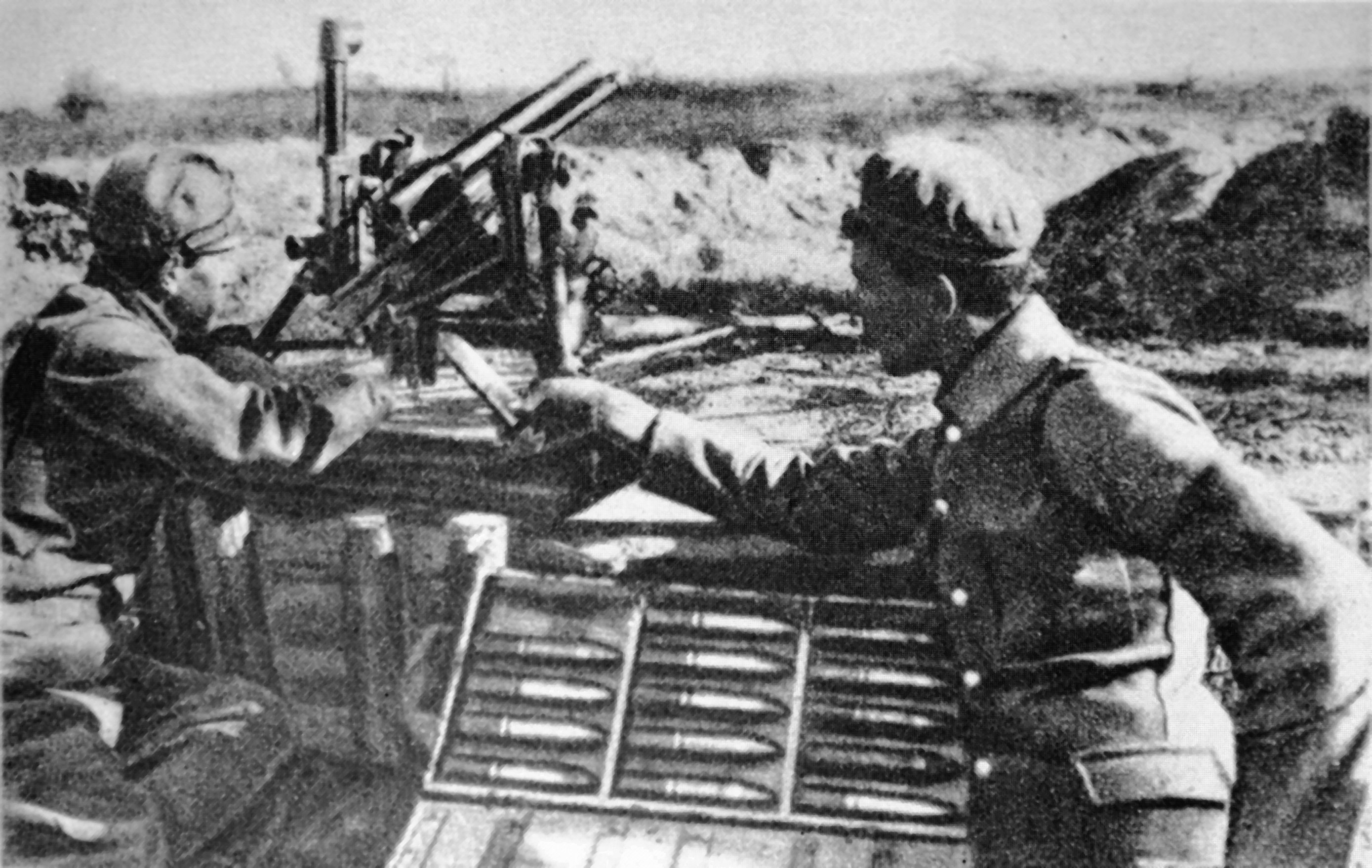
Działko 3.7 cm Infanteriegeschütz M.15 z I WŚ

Artyleria piechoty – artyleria wykorzystywana do bezpośredniego wsparcia oddziałów piechoty na szczeblu taktycznym. 
Najczęściej spotykana artyleria bezpośredniego wsparcia piechoty przed II wojną światową miała kaliber 75 mm lub były to małe działka 37 mm, np. bardzo popularny Puteaux 37 mm (wykorzystywany również w czołgach), które żołnierze ciągnęli ze sobą.